# Fasciolariidae
Fasciolariidae es una familia de moluscos gasterópodos marinos de tamaños pequeños y grandes. Pertenecen a la superfamilia Buccinoidea. Las especies de Fasciolariidae se conocen comúnmente como caracoles tulipán y caracoles fusiformes.

## Distribución

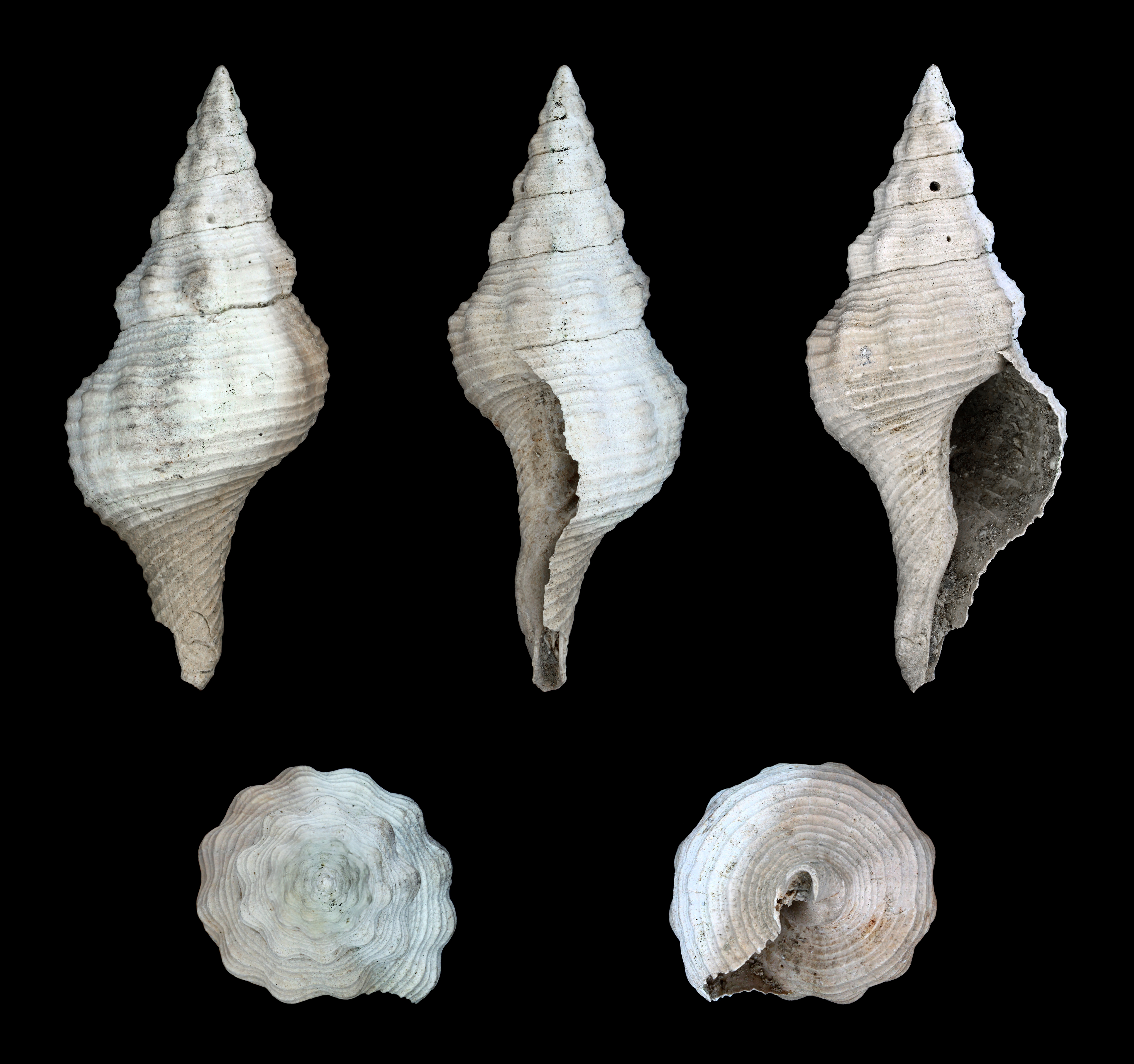
Fasciolaria escalarina

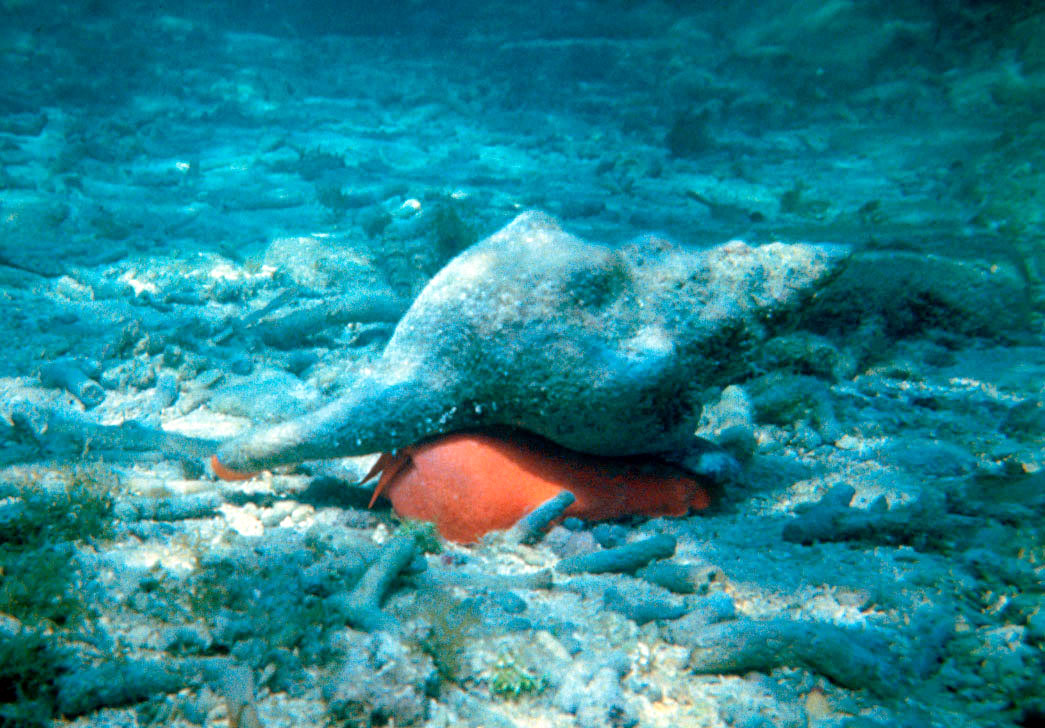
Pleuroploca gigantea

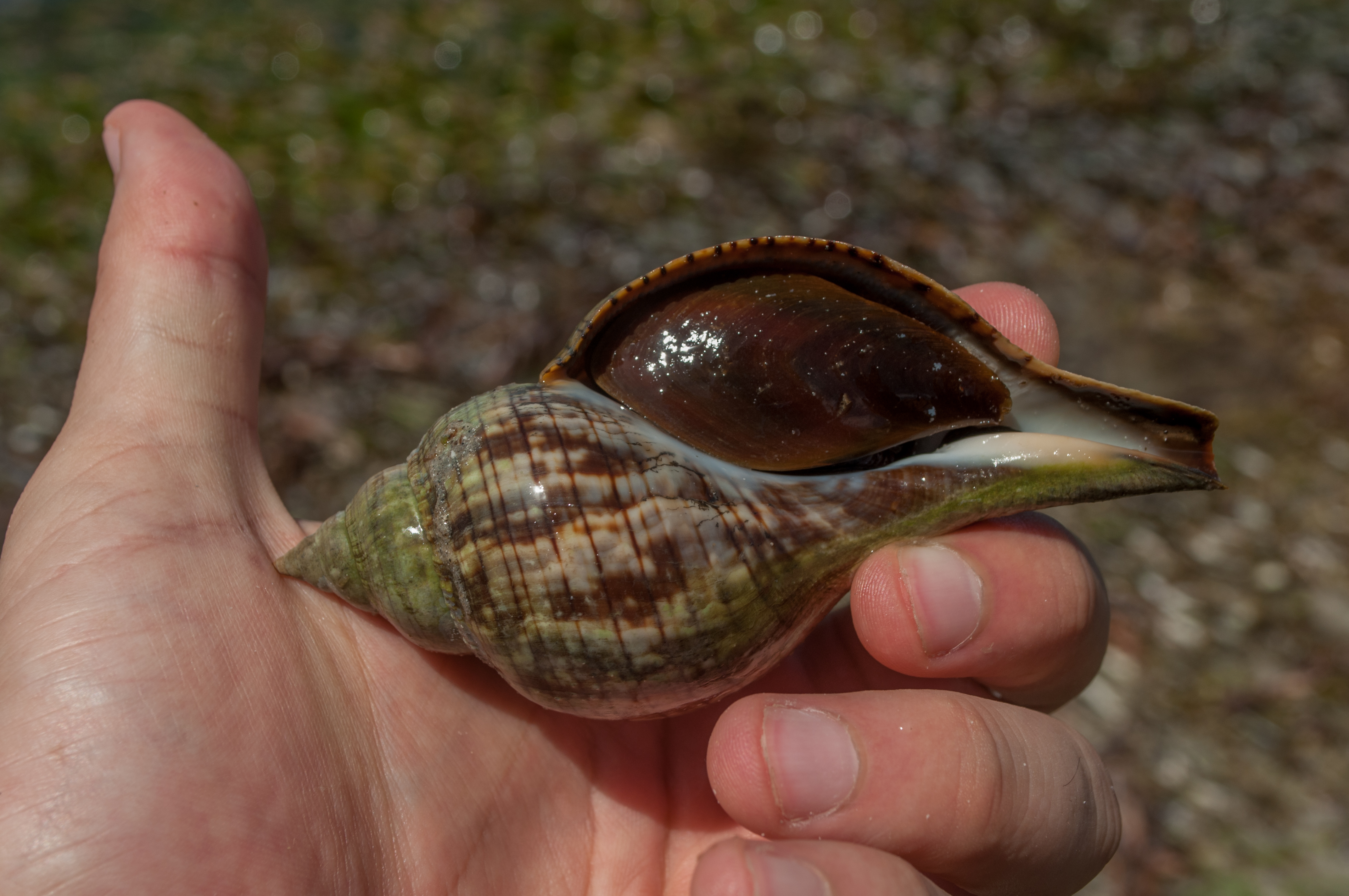
Fasciolaria tulipa

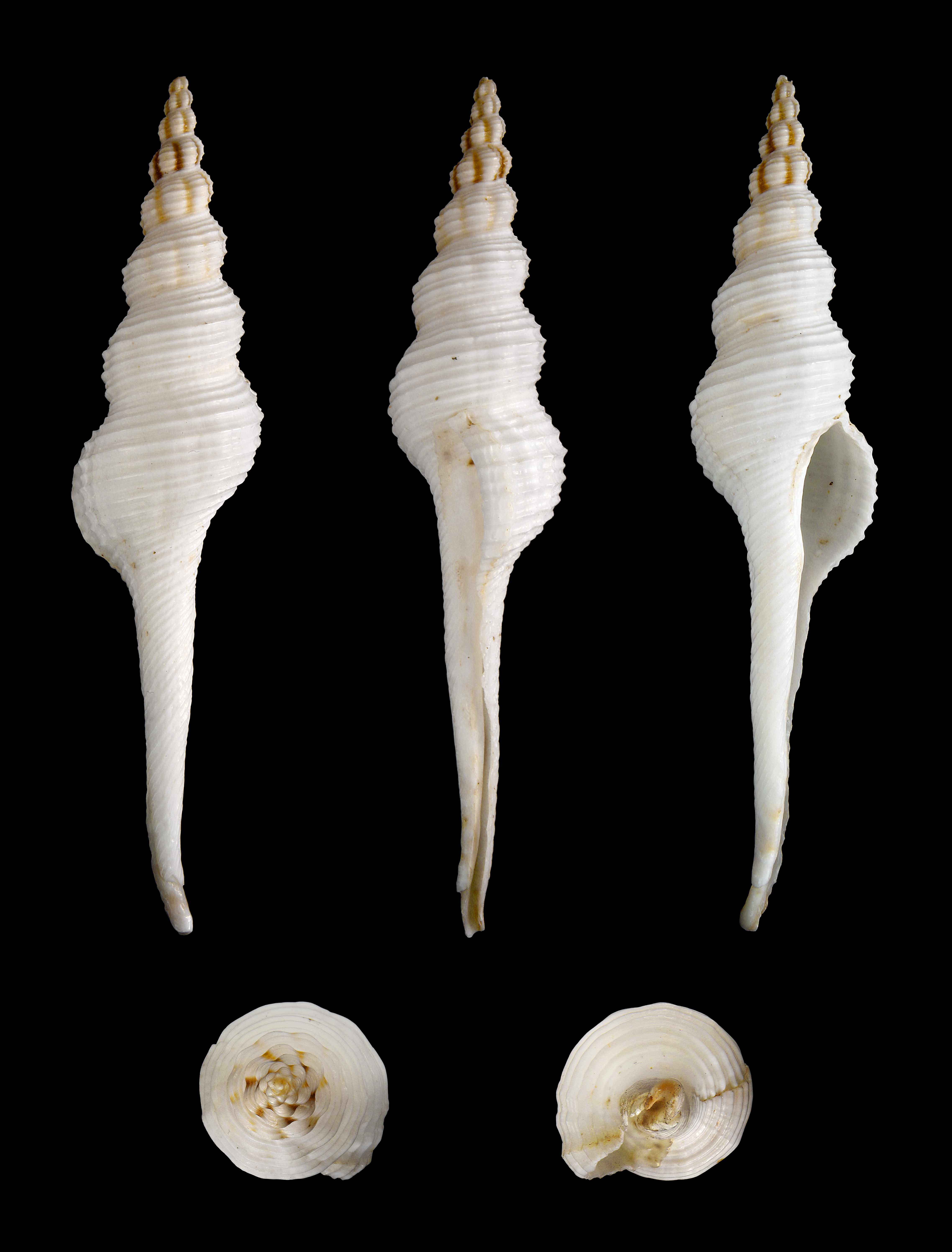
Fusinus colus

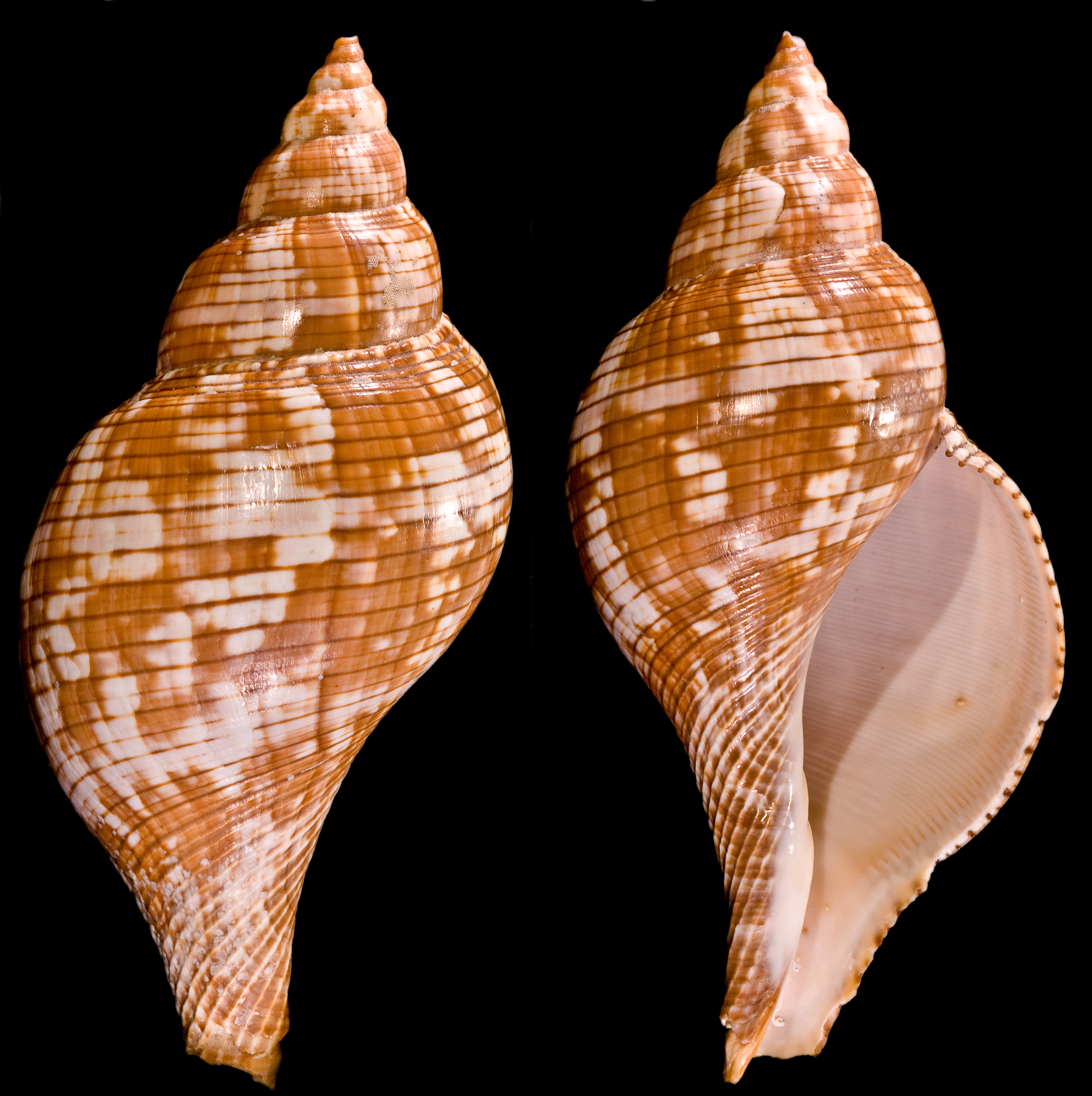
Fasciolaria tulipa

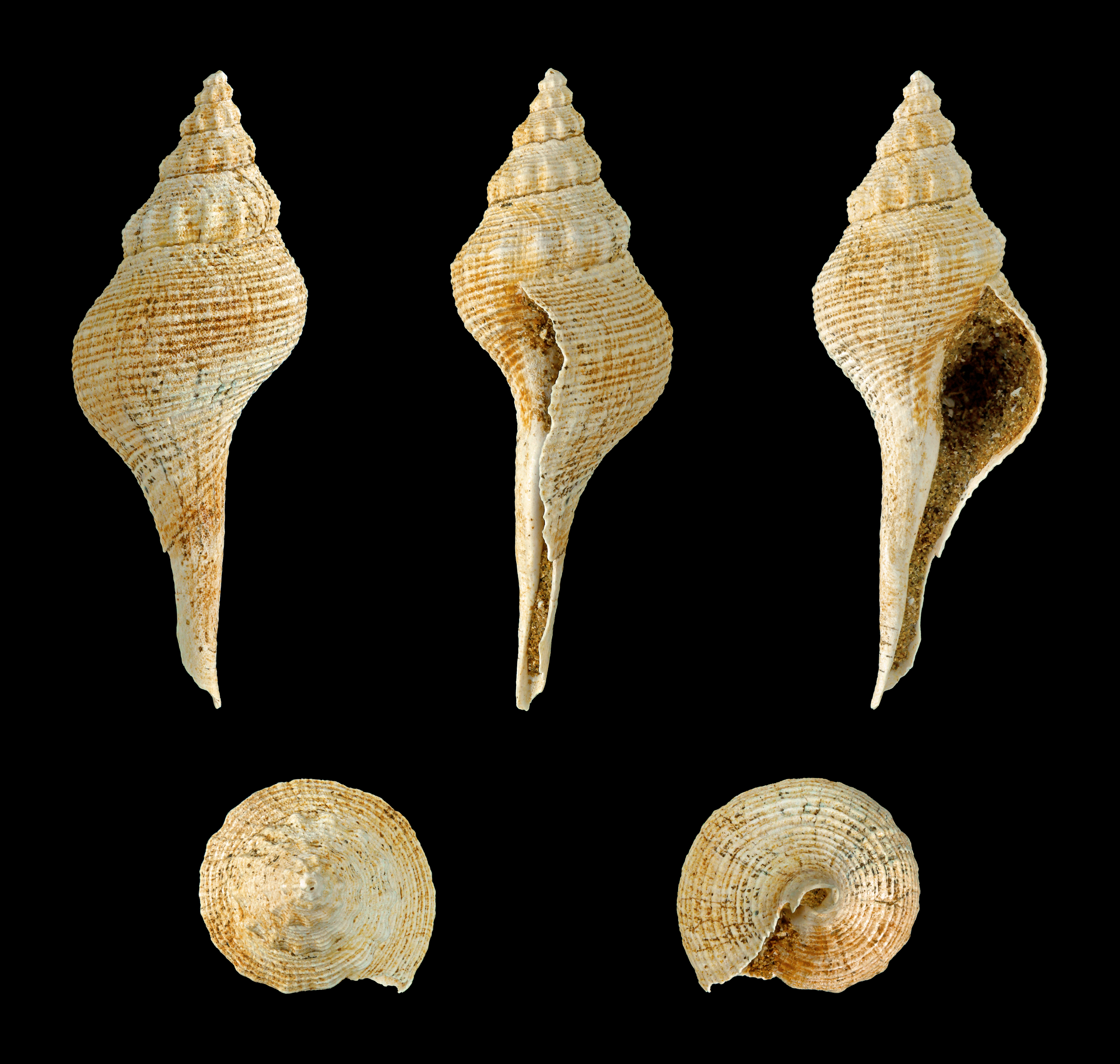
Euthriofusus peyrerensis

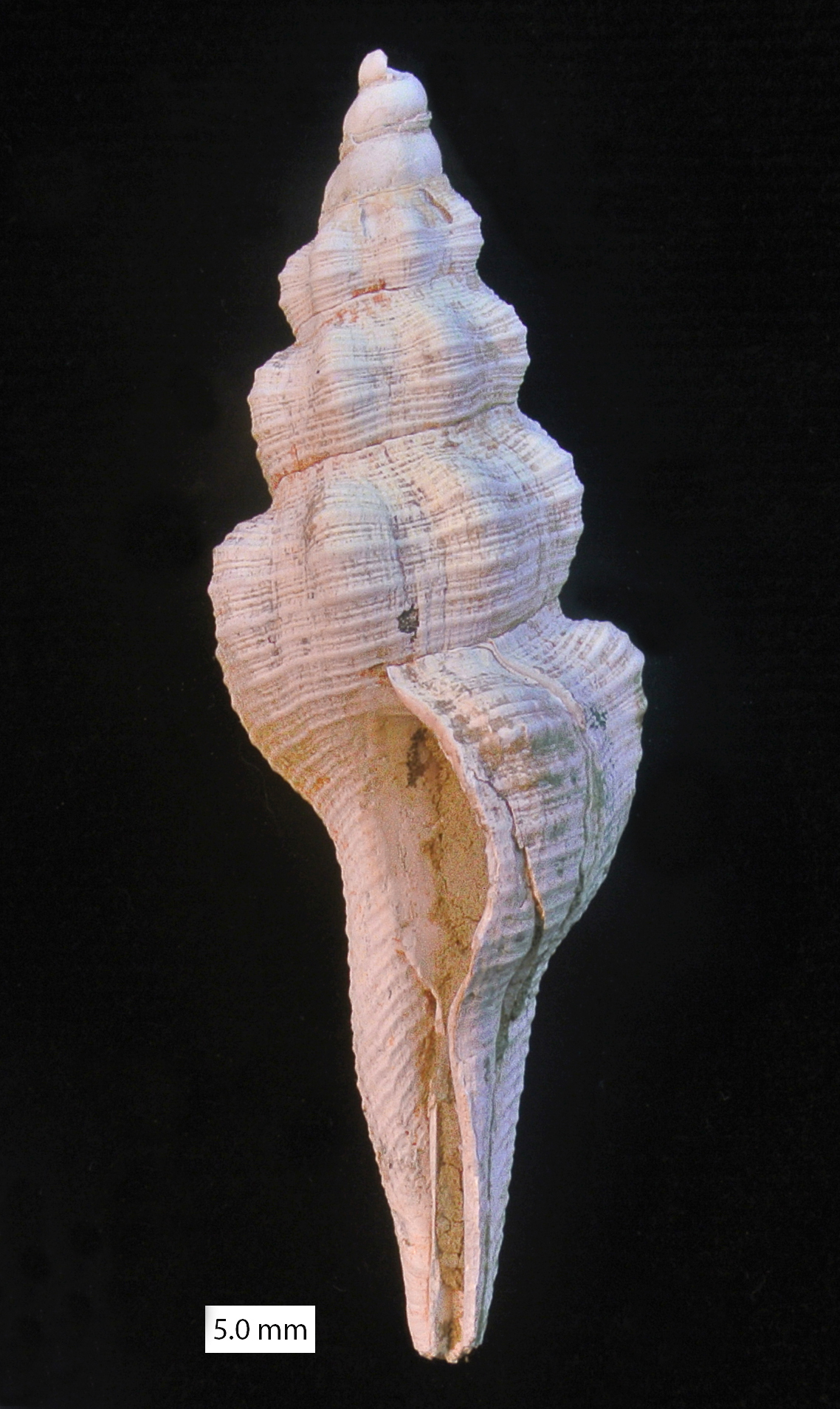
Fusinus sp. del Plioceno de Chipre.

Según los estudios, la familia Fasciolariidae habría aparecido probablemente hace unos 110 millones de años durante el Cretácico.
La especie reciente habita en aguas tropicales a templadas.

## Descripción
Las conchas suelen ser de color rojizo; suelen tener un tamaño de moderado a grande, alcanzando una altura variable de entre 1 y 60 cm. Las conchas tienen forma de huso y son bicónicas. La espira es alargada. El canal sifonal está bien desarrollado y es de largo a moderadamente largo. La columela puede variar entre presentar una apariencia lisa o mostrar pliegues en espiral. El opérculo córneo tiene forma ovalada. Su rádula se caracteriza por tener dientes centrales estrechos con tres cúspides. Los dientes laterales anchos muestran numerosas cúspides ctenoides (= peine).
Los caracoles de la familia Fasciolariidae son carnívoros. Se alimentan de otros gasterópodos y de bivalvos. Algunos también se alimentan de gusanos y percebes.
Los caracoles son gonocorísticos, es decir, los individuos poseen un solo sexo. Las hembras de los caracoles depositan sus huevos en cápsulas córneas, ya sea de forma individual o en grupos dispuestos alrededor de un eje hueco. Las formas individuales tienen forma aplanada, en forma de disco o de jarrón. Los grupos son hemisféricos o cilíndricos. El desarrollo suele ser directo. Las larvas emergen de las cápsulas como crías que nadan libremente o se arrastran.

## Taxonomía
Según la taxonomía de Gastropoda de Bouchet & Rocroi (2005), los Fasciolariidae constan de las siguientes subfamilias:
- † Clavilithinae Vermeij & Snyder, 2018
- Fasciolariinae Gray, 1853
- Fusininae Wrigley, 1927
- Peristerniinae Tryon, 1880

## Géneros
Los géneros de la familia Fasciolariidae (incluyendo aquellos marcados con una daga) son:

#### SubfamiliaClavilithinaeVermeij & Snyder, 2018†
- † Africolithes Eames, 1957
- † Austrolithes Finlay, 1931
- † Chiralithes Olsson, 1930
- † Clavellofusus Grabau, 1904
- † Clavilithes Swainson, 1840
- † Cosmolithes Grabau, 1904
- † Mancorus Olsson, 1931
- † Papillina Conrad, 1855
- † Perulithes Olsson, 1930
- † Daphnobela Cossmann, 1896
- † Euthriofusus Cossmann, 1901

#### SubfamiliaFasciolariinae
- Fasciolaria Lamarck, 1799
- Africolaria Snyder, Vermeij & Lyons, 2012
- Araiofusus Callomon & Snyder, 2017
- Aurantilaria Snyder, Vermeij & Lyons, 2012
- Australaria Snyder, Vermeij & Lyons, 2012
- Bellifusus Stephenson, 1941 †
- Boltenella Wade, 1917 †
- Brucia Cossmann, 1920 †
- Calkota Squires & Saul, 2003
- Cinctura Hollister, 1957
- Conradconfusus Snyder, 2002 †
- Cryptorhytis Meek, 1876 †
- Drilliovoluta Cossmann, 1925 †
- Drilluta Wade, 1916 †
- Filifusus Snyder, Vermeij & Lyons, 2012
- Glaphyrina Finlay, 1926
- Granolaria Snyder, Vermeij & Lyons, 2012
- Haplovoluta Wade, 1918 †
- Hercorhyncus Conrad, 1869 †
- Hylus Wade, 1917 †
- Kilburnia Snyder, Vermeij & Lyons, 2012
- Liochlamys Dall, 1889 †
- Lirofusus Conrad, 1865 †
- Lugubrilaria Snyder, Vermeij & Lyons, 2012
- Lyonsifusus Vermeij & Snyder, 2018
- Mariafusus Petuch, 1988 †
- Micasarcina Squires & Saul, 2003 †
- Microcolus Cotton & Godfrey, 1932
- Microfulgur Finlay & Marwick, 1937
- Mylecoma Squires & Saul, 2003 †
- Odontofusus Whitfield, 1892 †
- Paleopsephaea Wade, 1926 †
- Parafusus Wade, 1918 †
- Perse B.L. Clark, 1918 †
- Piestochilus Meek, 1864 †
- Plectocion Stewart, 1927 †
- Pleia Finlay, 1930
- Pleuroploca P. Fischer, 1884
- Pliculofusus Snyder, Vermeij & Lyons, 2012 †
- Saginafusus Iredale, 1931
- Scobina Wade, 1917 †
- Serrifusus Meek, 1876 †
- Skyles Saul & Popenoe, 1993 †
- Terebraspira Conrad, 1862 †
- Trichifusus Bandel, 2000 †
- Triplofusus Olsson & Harbison, 1953
- Wadia Cossmann, 1920 †
- Whitneyella Stewart, 1927 †
- Woodsella Wade, 1926 †

#### SubfamiliaFusininae
- Fusus Bruguière, 1789
- Aegeofusinus Russo, 2017
- Africofusus Vermeij & Snyder, 2018
- Amiantofusus Fraussen, Kantor & Hadorn, 2007
- † Angustifusus Vermeij & Snyder, 2018
- Apertifusus Vermeij & Snyder, 2018
- Aptyxis Troschel, 1868
- Araiofusus Callomon & Snyder, 2017
- Ariefusus Vermeij & Snyder, 2018
- Aristofusus Vermeij & Snyder, 2018
- Barbarofusus Grabau & Shimer, 1909
- Callifusus Vermeij & Snyder, 2018
- Chryseofusus Hadorn & Fraussen, 2003
- Cyrtulus Hinds, 1843
- Enigmofusus Vermeij & Snyder, 2018
- † Eofusus Vermeij & Snyder, 2018
- Falsicolus Finlay, 1930
- Falsifusus Grabau, 1904 †
- Fredenia Cadée & Janssen, 1994 †
- Fusinus Rafinesque, 1815
- Gemmocolus Maxwell, 1992 †
- Goniofusus Vermeij & Snyder, 2018
- Gracilipurpura Jousseaume, 1880
- Granulifusus Kuroda & Habe, 1954
- Harasewychia Petuch, 1987
- Harfordia Dall, 1921
- Heilprinia Grabau, 1904
- Helolithus Agassiz, 1846 †
- Hesperaptyxis Snyder & Vermeij, 2016
- Lepidocolus Maxwell, 1992 †
- Liracolus Maxwell, 1992 †
- Lyonsifusus Vermeij & Snyder, 2018
- Marmorofusus Snyder & Lyons, 2014
- Okutanius Kantor, Fedosov, Snyder & Bouchet, 2018
- Ollaphon Iredale, 1929
- Priscofusus Conrad, 1865 †
- Profusinus Bandel, 2000 †
- Propefusus Iredale, 1924
- Pseudaptyxis Petuch, 1988 †
- Pullincola de Gregorio, 1894 †
- Remera Stephenson, 1941 †
- Rhopalithes Grabau, 1904 †
- Simplicifusus Kira, 1972
- Solutofusus Pritchard, 1898 †
- Spirilla Agassiz, 1842 †
- Streptocarina Hinsch, 1977 †
- Streptochetus Cossmann, 1889 †
- Streptodictyon Tembrock, 1961 †
- Streptolathyrus Cossmann, 1901 †
- Tectifusus Tate, 1893 †
- Trophonofusus Kuroda & Habe, 1971
- Turrispira Conrad, 1866 †
- Vermeijius Kantor, Fedosov, Snyder & Bouchet, 2018
- Viridifusus Snyder, Vermeij & Lyons, 2012

#### SubfamiliaPeristerniinae
- Peristernia Mörch, 1852
- Aptycholathyrus Cossman & Pissarro, 1905 †
- Ascolatirus Bellardi, 1884 †
- Benimakia Habe, 1958
- Brocchitas Finlay, 1927 †
- Bullockus Lyons & Snyder, 2008
- Dennantia Tate, 1888 †
- Dentifusus Vermeij & Rosenberg, 2003
- Dolicholatirus Bellardi, 1886
- Eolatirus Bellardi, 1884 †
- Exilifusus Conrad, 1865 †
- Fractolatirus Iredale, 1936
- Fusolatirus Kuroda & Habe, 1971
- Hemipolygona Rovereto, 1899
- Lathyropsis Oostingh, 1939 †
- Latirofusus Cossmann, 1889
- Latirogona Laws, 1944 †
- Latirolagena Harris, 1897
- Latirulus Cossmann, 1889
- Latirus Montfort, 1810
- Leucozonia Gray, 1847
- Lightbournus Lyons & Snyder, 2008
- Liochlamys Dall, 1889 †
- Mazzalina Conrad, 1960 †
- Neolatirus Bellardi, 1884 †
- Nodolatirus Bouchet & Snyder, 2013
- Nodopelagia Hedley, 1915
- Opeatostoma Berry, 1958
- Plesiolatirus Bellardi, 1884 †
- Plicatella Swainson, 1840
- Polygona Schumacher, 1817
- Psammostoma Vermeij & Snyder, 2002 †
- Pseudolatirus Bellardi, 1884
- Pustulatirus Vermeij & Snyder, 2006
- Ruscula Casey, 1904 †
- Streptopelma Cossmann, 1901 †
- Tarantinaea Monterosato, 1917
- Taron Hutton, 1883
- Teralatirus Coomans, 1965
- Turrilatirus Vermeij & M.A. Snyder, 2006

#### Subfamilia?
- Crassibougia Stahlschmidt & Fraussen, 2012